# José Horacio Campillo Infante
José Horacio Campillo Infante (Santiago del Cile, 16 ottobre 1872 – Santiago del Cile, 14 giugno 1956) è stato un arcivescovo cattolico cileno.

## Biografia
Nato a Santiago del Cile, fu ordinato prete nel 1900.
Fu vicario generale dell'arcidiocesi di Santiago del Cile.
Eletto e consacrato arcivescovo di Santiago nel 1931, fondò la congregazione delle Ancelle riparatrici di Gesù Eucaristico.
Lasciò la guida della diocesi nel 1939 e fu trasferito alla sede titolare di Larissa.
Morì nel 1956.

## Genealogia episcopale e successione apostolica
La genealogia episcopale è:
- Cardinale Scipione Rebiba
- Cardinale Giulio Antonio Santori
- Cardinale Girolamo Bernerio, O.P.
- Arcivescovo Galeazzo Sanvitale
- Cardinale Ludovico Ludovisi
- Cardinale Luigi Caetani
- Cardinale Ulderico Carpegna
- Cardinale Paluzzo Paluzzi Altieri degli Albertoni
- Papa Benedetto XIII
- Papa Benedetto XIV
- Papa Clemente XIII
- Cardinale Marcantonio Colonna
- Cardinale Giacinto Sigismondo Gerdil, B.
- Cardinale Giulio Maria della Somaglia
- Cardinale Carlo Odescalchi, S.I.
- Vescovo Eugène de Mazenod, O.M.I.
- Cardinale Joseph Hippolyte Guibert, O.M.I.
- Cardinale François-Marie-Benjamin Richard de la Vergne
- Cardinale Pietro Gasparri
- Cardinale Benedetto Aloisi Masella
- Arcivescovo Ettore Felici
- Arcivescovo José Horacio Campillo Infante

La successione apostolica è:
- Vescovo Ramón Munita Eyzaguirre (1934)
- Vescovo Jorge Antonio Larraín Cotapos (1937)
- Vescovo Roberto Bernardino Berríos Gaínza, O.F.M. (1938)